# Петнист кускус
Петнистият кускус (Spilocuscus maculatus) е вид бозайник от семейство Лазещи торбести (Phalangeridae).

## Разпространение и местообитание
Разпространен е в Австралия, Индонезия и Папуа Нова Гвинея.